# Casa es de Josep
La Casa es de Josep és un monument del municipi d'Es Bòrdes inclòs en l'Inventari del Patrimoni Arquitectònic de Catalunya.

## Descripció
Ço de Perejosep és un dels primers casos que assoleix a la Val una estructura de tres plantes, a fi d'obtenir si més no dos habitatges en alçada. La façana paral·lela al carener (capièra) s'orienta a sol ixent, amb les obertures agrupades de tres en tres, i és ornada per motllures que ressalten les cantonades, la cornisa i el balcó del centre. Les golfes (humarau) presenten dos nivells de lluernes (lucanes) (2-1) i una xemeneia (humeneja) en una banda. La coberta, d'encavallades de fusta, suporta un llosat de pissarra, de dues vessants i "tresaigües" en els extrems. Com és habitual, sobresurt la portada d'accés a la casa, aixoplugada pel balcó, amb el marc de fàbrica i la clau destacada que duu en un cercle erosionat la inscripció: 1876 // BICLA. Altrament, les fulles de la porta, de fusta treballada, duen les inicials Aº i A* (*=S), que s'interpreta com Aunòs.

## Història
S. Temprado reporta que antigament es va dir Es de Boticaire, i que els Aunós titulars de la mateixa procedien de Çò de Joanchiquet de Vilamòs. L'any 1723 es troba esment de Josep Cao, apotecari d'Arró i Es Bòrdes. En aquesta casa va néixer Eduard Aunós Cau, advocat i polític de la Lliga Regionalista, el qual, durant la dictadura de Primo de Rivera, va exercir de subsecretari de Treball, Comerç i Indústria (1924), successivament, i de ministre de justícia, circumstàncies que aprofità per a impulsar la visita a la Val d'Alfons XIII, la construcció del túnel de Vielha i d'escoles, així com la creació de jutjats comarcals (1925-1930).